# Żerzyno
Żerzyno – osada popegeerowska w Polsce położona w województwie zachodniopomorskim, w powiecie łobeskim, w gminie Resko nad rzeką Rega.
W latach 1945-54 istniała gmina Żerzyno. W latach 1975–1998 miejscowość administracyjnie należała do województwa szczecińskiego.

## Zabytki
- park pałacowy, pozostałość po  pałacu[3].